# Rodolfo dos Santos Soares
Rodolfo dos Santos Soares (født 20. maj 1985 i Rio de Janeiro) er en brasiliensk fodboldspiller, der bl.a. har spillert i Vejle Boldklub, hvortil han kom i januar 2008.
Den defensive midtbanespiller har fået sin fodboldopdragelse i den brasilianske storklub Fluminense FC og har spillet i den bedste brasilianske fodboldrække. På ungdomsplan har Rodolfo dos Santos Soares været en fast bestanddel af alle brasilianske ungdomslandshold op til og med U/20, og i to år var han anfører på U/18 og U/19-landsholdene.
Rodolfo fik debut for Vejle Boldklub mod FC Midtjylland i en kamp som endte 2-2. Han forlod klubben efter 6 måneder, da han ikke fik sin kontrakt forlænget.
Højde: 187 cm – Vægt: 83 kg.